# Lois Hall
Lois Hall est une actrice américaine née le 22 août 1926 à Grand Rapids, Minnesota (États-Unis). Elle est décédée le 21 décembre 2006 à Los Angeles.

## Filmographie
(janvier 2014).
- 1948 : La Course aux maris (Every Girl Should Be Married) : Girl
- 1949 : Family Honeymoon : Girl
- 1949 : Daughter of the Jungle (en) : Ticoora
- 1949 : Duke of Chicago (en) : Helen Cunningham
- 1949 : Roaring Westward (en) : Susan Braden
- 1949 : La Pêche au trésor (Love Happy) : Young woman
- 1949 : One Man's Family (en) (série TV) : Beth Holly
- 1949 : Horsemen of the Sierras (it) de Fred F. Sears : Patty McGregor
- 1949 : The Adventures of Sir Galahad de Spencer Gordon Bennet : Lady of the Lake
- 1950 : Suzy... dis-moi oui (A Woman of Distinction) : Stewardess
- 1950 : Kill the Umpire : Secretary
- 1950 : Texas Dynamo (it) de Ray Nazarro : Julia Beck
- 1950 : Rogues of Sherwood Forest : Pretty girl
- 1950 : Pirates of the High Seas (en) de Spencer Gordon Bennet and Thomas Carr : Carol Walsh
- 1950 : La Scandaleuse Ingénue (The Petty Girl) : Coca Cola Petty Girl
- 1950 : Trois Gosses sur les bras (My Blue Heaven) : Adoptive Mother
- 1950 : Cherokee Uprising : Mary Lou Harrison
- 1950 : Joe Palooka in the Squared Circle : Anne Howe Palooka
- 1950 : Frontier Outpost (it) de Ray Nazarro : Alice Tanner
- 1951 : Close to My Heart de William Keighley : Young Mother
- 1951 : Colorado Ambush (en) de Lewis D. Collins : Janet Williams
- 1951 : Blazing Bullets : Carol Roberts
- 1951 : Secrets of Monte Carlo (en) : Susan Reeves
- 1951 : Slaughter Trail (en) d'Irving Allen : Susan Wilson
- 1952 : Texas City (en) de Lewis D. Collins : Lois Upton
- 1952 : Night Raiders : Laura Davis
- 1952 : Un amour désespéré (Carrie) : Lola
- 1954 : Les Sept Femmes de Barbe-Rousse (Seven Brides for Seven Brothers) : Girl
- 1975 : A Woman for All Men : Sarah
- 1978 : A Home Run for Love (TV)
- 1980 : Rage! (TV) : Mary Ann's Mother
- 1980 : Schoolboy Father (TV)
- 1984 : La Petite Maison dans la prairie (The House on the Prairie) (série TV) téléfilm T1 (Le Chemin des souvenirs (Look back to yesterday) ) : la secrétaire
- 1985 : Prime Risk (en) : Dr Holt
- 1990 : Where's Rodney? (TV) : Grandma
- 1991 : Dead Again : sœur Constance
- 1995 : Letter to My Killer (TV) : Librarian
- 1999 : Cuba libre : Loretta
- 2000 : 60 secondes chrono (Gone in Sixty Seconds) : Old Woman
- 2002 : Bad Boy : Mrs. Wickman
- 2004 : Lost (en) : Old Woman
- 2005 : Flight Plan (Flightplan) : Main Deck Grandma